# Karabaški konj
Karabaški konj (azerbajdžansko Qarabağ atı), v ruščini znan tudi kot Karabai ali Karabakhskaja, je dirkalni in jahalni konj v gorskih stepah. Ime je dobil po geografski regiji, kjer se je prvotno konj razvil: regija Karabah na južnem Kavkazu, območju, ki je del Azerbajdžana. Pasma je znana po dobrem temperamentu in hitrosti; leta 2004 je karabaški konj z imenom Kišmiš iz kobilarne Agdam v Azerbajdžanu pretekel 1000 metrov v eni minuti in devetih sekundah in 1600 m v eni minuti in 52 sekundah. 
Menijo, da so na Karabaškega konja vplivali perzijski konji ter pasme Akhal-Teke, Kabarda, Turkoman in Arabski konj, vplival pa je tudi na razvoj pasme Ruski Don v 19. stoletju . Vzrejajo ga predvsem v azerbajdžanski regiji Šaki. Pasma šteje manj kot 1.000 osebkov, grozi ji izumrtje.

## Lastnosti
Karabaški konj je trdoživ, močan, žilav in zanesljiv, visok je 145–157 cm . Ima majhno, dobro določeno glavo, raven profil s širokim čelom in velike nosnice. Vrat je postavljen visok, povprečne dolžine, mišičast in eleganten. Ima kompaktno telo, z dobro opredeljenimi in dobro razvitimi mišicami. Ramena so pogosto dvignjena. Konj ima globok prsni koš, nagnjen trup in dolge, fine, močne noge z majhnimi sklepi. Prsni koš je ozek in ni zelo globok skozi pas, zaradi vpliva pasme Akhal-Teke.
Koža je tanka in mehka, s sijočo dlako. Glavne barve so kostanjeva (bay) in temna lisičja (chestnut), z značilnim zlatim odtenkom; nekateri so sivi (gray), palomino (isabela) in rumenkasta do zlata buckskin. Dovoljene so tudi bele oznake. Karabah je poleg tega, da je hiter in spreten, znan po svoji vzdržljivosti in zvestobi.

## Zgodovina
Karabaški konj ima tesne povezave z Akhal-Tekejem (ki je vzrejen v Turkmenistanu) in turkomanskim konjem, ki ga vzrejajo v Iranu. Nekateri zgodovinarji menijo, da so bili prvotno ena sama pasma in so pomembno vplivali na razvoj arabskega konja. Ta dejstva so bila ugotovljena po številnih raziskavah v 19. stoletju.
Regija Karabah je bila znana po kakovosti svojih konj; klasični zgodovinar Strabon opisuje provinco Orchistene kot oskrbovanje kraljestva z 'najboljšimi konji' . Po nekaterih virih so Arabci zasegli več deset tisoč konj zlato-kostanjeve barve (značilno za Karabahe) med osvajanjem regije Aran v 8. in 9. stoletju. 
Pasma je svoje sedanje značilnosti dobila v 18. in 19. stoletju. V Zakavkazju je bil Karabaški kanat znan kot kraj za vzrejo konj. Kanat je bil glavna proizvodnja čistokrvnih konj, ki niso bili naprodaj, ampak so bili predstavljeni le kot darila . Po Diteriksovih besedah je Ibragim kan leta 1797, takoj po smrti Age Mohameda, dobil hlev.  Obstaja nekaj dokazov, da je Ibrahim-Khalil (1763-1806), vladar karabaškega kanata, imel čredo, ki je štela 3000-4000 (predvsem Karabaških konj). V 19. stoletju so ti konji postali priljubljeni v Evropi. Angleška družba je od leta 1823 od Mehdi-Kulu kana, zadnjega vladarja Karabaškega kanata, kupila 60 karabaških kobil. Čeprav je na njihovo število vplivala rusko-iranska vojna leta 1826, je pasma ostala nedotaknjena.
Karabaški konj je igral pomembno vlogo pri oblikovanju ruske pasme Don. Dedič ruskega generala Valeriana Madatova je vse svoje konje, tudi 200 karabaških kobil, prodal rejcu na območju Dona leta 1836. Kobile so uporabili za izboljšanje pasme ruskega Dona v 20. stoletju.
Število Karabaških konj se je v začetku 20. stoletja ponovno močno zmanjšalo, predvsem zaradi državljanskih in etničnih vojn na Kavkazu na splošno in zlasti v Karabaški regiji. Rejsko podjetje, ki so ga ustanovili karabaški kani in so ga razvili njihovi dediči, je bilo uničeno leta 1905. Karabaški konji so bili vzrejeni za druge pasme, kar je povzročilo spremembe, vključno z zmanjšanjem velikosti. 
Leta 1949 je pasma oživela v kobilarni Agdam v Azerbajdžanu. Sedem let pozneje je sovjetska vlada kraljici Elizabeti II. predstavila žrebca Zamana in akhal-teke z imenom Mele-Kuš.
Pasma je doživela še en neuspeh med vojno v Gorskem Karabahu. Pred zavzetjem Agdama leta 1993 s strani armenskih sil je bila večina karabaških konj preseljena iz kobilarne Agdam . Trenutno jih gojijo na zimskih pašnikih na nižinskih ravnicah Karabaah med Bardo in Agdžabadijem.

### V obdobju Ruskega imperija
Leta 1805 je Karabah postal del Rusije. Mehdigulu kan, ki je vladal po Ibragimu kanu, ni bil zainteresiran za razvoj kobilarn. Posledično se je količina konj manjšala. Leta 1822 je Mehdigulu kan zbežal v Perzijo, svoje najboljše konje pa so dal v dar svojim ožjim ljudem. Za razliko od Mehdigulu kana se je njegova hči Khuršidbanu Natavan aktivno ukvarjala z razvojem kobilarn. Njeni karabaški konji so sodelovali na razstavi Universelle (1867), kmetijski razstavi v Moskvi (1869), v Tbilisiju (1882) in dobili zlate medalje in častna spričevala. Karabaški konji so bili nagrajeni tudi na drugi vseruski razstavi leta 1869: Meymun - srebrna medalja, Tokmak - bronasta medalja. Na razstavi Universelle (1867) v Parizu je Khan dobil srebrno medaljo.
Po podatkih sodobnih azerbajdžanskih virov so imeli kobilarne v lasti ne le kanova hči, ampak tudi številni karabaški begi. Med njimi so bili beg Ugurlu, Jafargulu kan, Rustam Behbudov, Kerim-aga Džavanšir, beg Šamil in drugi. V sredini 19. stoletja je bilo 11 kobilarn z 250 žrebci in 1450 mladimi kobilami. 
Karabaške konje so uporabljali ruski častniki, ki so služili na Kavkazu. Ruski pesnik Aleksander Sergejevič Puškin, ki je leta 1829 odpotoval v Arzurum, je v svojih potopisnih zapiskih zapisal, da so mladi ruski častniki jahali azerbajdžanske konje. 21. maja 1843 je bil sprejet grb mesta Šuša in na njem upodobljen karabaški konj.

### V obdobju Azerbajdžanske republike
Trenutno se karabaški konji gojijo v dveh kobilarnah: v vasi Lambaran regije Barda in v Agstafi. Zasebne kobilarne obstajajo v skladu z državnimi podjetji. Zaradi karabaške vojne se je število konj znatno zmanjšalo. To se je zgodilo, ker so konje pogosto selili iz enega kraja v drugega, breje kobile pa so poginile. Poleg tega so konje redili v nezadovoljivih pogojih.
V zadnjih letih Ministrstvo za kmetijstvo Azerbajdžana posveča posebno pozornost razvoju konjereje. Izvoz karabaških konj je prepovedan. Kot pravi Xandan Rajabli, direktor združenja Azbreeding, v Azerbajdžanu deluje približno 20 kobilarn, ki skrbijo za 200 čistokrvnih karabaških konj.
Leta 2013 je bil Čovkan, tradicionalna igra jahanja konj v Karabahu v Republiki Azerbajdžan, omenjena v seznamih Unescove nesnovne dediščine.
13. februarja 2017 je Organizacijski odbor islamskih iger solidarnosti predstavil maskote: karabaška konja Inka, ki je predstavljal lepoto in nežnost ter Casur, ki je izstopal po samozavesti in ljubezni do svobode.

## V popularni kulturi
Karabaški konj je nacionalna žival Azerbajdžana in uradni simbol okrožij Agdam in Šaki. Konj, ki ima za prebivalce Azerbajdžana velik kulturni pomen, se pojavlja v literaturi in na poštnih znamkah. Logotip nogometnega kluba Qarabağ FK vsebuje dva vzrejna konja.
Po romanu Kurbana Saida Ali in Nino »Sem pogledal konja in otrpnil. Tam je stal rdeče-zlat čudež Karabaha ... eden izmed dvanajstih zlatih konj na vsem svetu ...
Konj v Karabahu je opisan v pesmi Mihaela Lermontova Demon. 
V letu 2012 se je pasma pojavila na kraljevi konjski razstavi v Windsorju, da bi nastopila ob diamantnem jubileju Elizabete II.. Marca 2017 je bil v Belgiji odkrit spomenik karabaškemu konju , bil je maskota Islamske igre solidarnosti 2017.